# Adalberto Tejeda

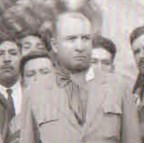
Adalberto Tejeda

Sixto Adalberto Tejeda Olivares (Chicontepec, 28 maart 1883 - Mexico-Stad, 8 september 1960) was een Mexicaans politicus, militair en revolutionair.
Tejeda studeerde voor ingenieur in Mexico-Stad maar kon wegens geldgebrek zijn studie niet afmaken. Na het uitbreken van de Mexicaanse Revolutie werd hij gemeenteraadslid aan de zijde van Francisco I. Madero in zijn geboorteplaats Chicontepec. Na de omverwerping en moord op Madero sloot Tejeda zich aan bij het Constitutionalistische Leger van Venustiano Carranza in het verzet tegen de nieuwe president Victoriano Huerta. Hij wist op de klimmen tot militair bevelhebber van zijn thuisstaat Veraruz. Na de overwinning van de constitutionalisten werd hij in 1917 tot senator gekozen.
Van 1920 tot 1924 was hij gouverneur van Veracruz. Hij ontpopte zich als een van de radicaalste gouverneurs en prominentste caciques van het land. Hoewel hij de regering van Álvaro Obregón en Plutarco Elías Calles politiek te gematigd en te autoritair vond, steunde hij hen toch. Tejeda voerde op grote schaal landhervormingen door, steunde de vakbonden, voerde de antiklerikale beginselen uit de grondwet stipt uit en besteedde een derde van het budget aan onderwijs. Hij vond zijn steun voornamelijk bij de agraristen van Ursulo Galván en de Confederatie van Mexicaanse Arbeiders (CROM) van Luis N. Morones, waardoor hij geen eigen machtsbasis kon ontwikkelen. Na zijn termijn werd hij door Calles tot minister van binnenlandse zaken benoemd, waarbij hij sterk optrad tegen de cristero's, de katholieke rebellen die een oorlog voerden tegen de Mexicaanse regering.
In 1928 werd hij opnieuw gouverneur van Veracruz. Tijdens deze termijn verslechterde zijn relatie met Calles. Hij weigerde zich aan te sluiten bij de Nationaal Revolutionaire Partij (PNR) waarin Calles alle prominente politici en partijen poogde te verenigen. In 1932 voerde hij een eugenetische sterilisatiewet in, die voor zover bekend echter nooit in de praktijk is gebracht. Zijn breuk met Calles was geheel toen hij zich in 1934 kandidaat stelde voor het presidentschap, en het opnam tegen Calles' kandidaat Lázaro Cárdenas (die later overigens ook met Calles zou breken). Tejeda, wiens kandidatuur werd gesteund door de Socialistische Linkspartij (PSI) behaalde minder dan een procent van de stemmen.
Onder Cárdenas werd Tejeda benoemd tot ambassadeur in Spanje. Tijdens de Spaanse Burgeroorlog zette hij zich actief in republikeinse vluchtelingen de mogelijkheid te geven naar Mexico te komen. Toen Mexico na de overwinning van Francisco Franco de diplomatieke betrekkingen met Spanje verbrak werd hij ambassadeur in Peru. Na de Tweede Wereldoorlog trok hij zich terug uit het openbare leven. Hij overleed in 1960 in Mexico-Stad.
- Gemeinsame Normdatei: 1062588444
- International Standard Name Identifier: 0000 0000 2342 0543
- Library of Congress Control Number: n84053408
- Nationale Bibliotheek van Israël: 987007446782905171
- Nederlandse Thesaurus van Auteursnamen: 133392139
- Virtual International Authority File: 58012165
- WorldCat: E39PBJrm9DvXKVyVqjtrgtMkjC